# Vayishla'h
Vayishla'h ou Vayishlah (וישלח – Héb. pour "Et il envoya, " le premier mot de la parasha) est la huitième parasha (section hebdomadaire) du cycle annuel juif de lecture de la Torah.
Elle est constituée de Genèse 32:4–36:43.
Les Juifs de la Diaspora la lisent le huitième Chabbat après Sim'hat Torah, généralement en fin novembre ou au début de décembre.

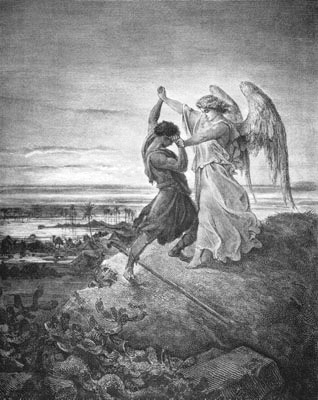
La Lutte de Jacob Avec l'Ange, gravure de Gustave Doré; Jacob y est représenté sensiblement plus jeune que dans le Texte

## Résumé
Les messagers que Jacob a envoyés auprès de son frère reviennent avec de mauvaises nouvelles: Ésaü a levé une armée de 400 hommes, et vient à la rencontre de Jacob. Se préparant au pire, celui-ci sépare ses biens et sa famille en deux camps, afin d'en préserver une partie en cas d'attaque. Il supplie Dieu de l'aider malgré les bienfaits dont il a déjà bénéficié, envoie à Esaü des présents, et traverse le Jabbok.
La nuit, il lutte jusqu'au matin avec « un homme, » qui le blesse au creux inguinal, refusant de le laisser partir avant qu'il ne l'ait béni. L'homme lui annonce que son nom ne sera désormais plus Jacob mais Israël, car il a lutté avec Dieu et les hommes, et l'a emporté.
Les retrouvailles se passent, contrairement à ses craintes, dans la joie, et chacun fait route de son côté. Esaü s'installe à Séïr, Jacob à Soukkot puis à Sichem.
À Sichem, sa fille Dinah est enlevée et (probablement) violée par le prince de la ville. Ses frères Siméon et Levi, ayant persuadé les Sichémites de se circoncire afin qu'Israélites et Sichémites s'unissent, les massacrent au troisième jour de leur convalescence, causant le départ précipité d'un Jacob furieux.
Jacob part à Béthel, où il érige le sanctuaire à Dieu; Dieu se révèle à lui, et lui confirme son nouveau statut d'Israël. La famille fait route vers Ephrath mais Rachel meurt en chemin, en donnant naissance à son second fils, Benjamin.
Isaac meurt, et est enseveli par ses fils à Hébron. La généalogie d'Esaü est établie.

### Divisions de la parasha lors de la lecture synagogale du sabbath
La lecture de la parasha à la synagogue le sabbath est traditionnellement divisée en sept sections, pour lesquelles un membre différent de la congrégation est appelé à lire. La première lecture, le rishon, échoit traditionnellement à un cohen, la seconde, appelée sheni, à un levi, les suivantes à un israël (ni cohen ni levi). La septième section comporte une sous-section, le maftir, qui est lu par la personne qui lira ensuite la haftara.
Les sections de la parashat Vayisla'h sont:
- rishon:
- sheni:
- shlishi:
- revi'i:
- shishi:
- shevi'i: 
  - maftir:

### Divisions de la parasha lors de la lecture synagogale du lundi et du jeudi
Une lecture publique de la parasha fut instaurée par Ezra le Scribe le lundi et le jeudi à la synagogue. Cette lecture, sensiblement plus courte, ne comprend que trois sections, la première réservée au cohen, la seconde au levi, la troisième à un israël
- Section du cohen: Bereshit[3]
- Section du levi: Bereshit[3]
- Section de l'israël: Bereshit[3]

### Maqam
Un maqam est un système de modes musicaux utilisé dans la musique arabe mélodique classique. Les juifs originaires des pays orientaux (Afrique du Nord, Syrie) s'en sont inspirés, et adaptent la mélodie de la liturgie du Shabbat en fonction du contenu de la parasha de cette semaine. Ils emploient 10 maqam différents, possédant chacun son usage propre.
Le maqam utilisé lors du sabbath au cours duquel on lit la parashat Vayishla'h est le Maqam Saba, le maqam des alliances, car étant la huitième parasha de Bereshit, Vayishla'h est comparée au huitième jour de la naissance, au cours duquel a lieu, sauf raison de santé, l'alliance par la circoncision. Certains chantent selon le maqam Sigah.

## Commandements
La Torah comporte, selon la tradition rabbinique, 613 Commandements. Différents sages ont tenté d'en établir un relevé dans le texte biblique.
Selon deux de ces computs les plus célèbres, le Sefer Hamitzvot et le Sefer HaHinoukh, la parashat Vayishla'h comporte un commandement négatif 
- Ne pas manger le tendon à l'emboîture de la hanche (guid ha-nasheh, c'est-à-dire le nerf sciatique)[5] Gn 32,33

## Haftara
La haftarah est une portion des livres des Nevi'im ("Les Prophètes") qui est lue publiquement à la synagogue après la lecture de la Torah. Elle présente généralement un lien thématique avec la parasha qui l'a précédée. 
La haftarah pour la parashat Vayishla'h est:
- pour les Ashkénazes: Osée 11:7–12:12, qui relate la grandeur de Jacob/Israël et ses hauts-faits, dont sa lutte avec l'ange.
- pour les Séfarades : Obadia 1:1-21